# Famille du Clos
La famille du Clos est une famille savoyarde, anoblie dans la seconde partie du XVe siècle et ayant connu son essor au cours du XVIIe siècle.

## Patronyme
A propos du toponyme, on trouve également les formes du Cloux, du Cloudz, du Clouz, du Cloz, en latin de Clauso.

## Histoire

### Branche du Clos de Bonne
C’est par Jean II, secrétaire du duc Amédée IX de Savoie, sous la régence de la duchesse Yolande de Savoie, et maître aux comptes à la Chambre de Genevois, en 1469, que la noblesse héréditaire est venue à cette maison. Dès 1498, ils prêtaient hommage comme nobles au souverain, et par arrêt de la Chambre des comptes de Savoie, du 15 janvier 1628, ils furent maintenus en possession et jouissance de leur ancienne noblesse. Dans cet arrêt sont cités tous les actes établissant la noblesse depuis Jean II.
Vers la fin du XVIIe, de brillantes alliances, l'érection de leur terre de Bonne en comté, l’héritage qui leur apporta le nom de Martin du Fresnoy et les terres d’Esery et de Blansy, les a placés dans une position relevée. Divisée en trois branches des comtes de Bonne, des seigneurs de Blanzy et des seigneurs de Bellecombe.

### Branche du Clos de La Place
La branche du Clos de La Place , originaire de Jussy est anoblie depuis 1420 par voie de Lettres Patentes accordées par le duc de Savoie, le 8 mars 1420, aux trois frères Jean l'ancien, Amédée et Jean le cadet, dit Clavin ou Clavelet , en reconnaissance des services qu'ils avaient rendus dans l'armée. À cette occasion, le duc de Savoie leur accorde les armoiries de François de Compois de Féterne, leur oncle maternel, avec une croisette d'or pour brisure. Cette branche est éteinte en 1856, en la personne de Joseph-Marie-Gabriel du Clos de La Place, lieutenant-colonel de cavalerie en retraite.

## Armes

### Branche du Clos de Bonne
Les armes des du Clos se blasonnent ainsi : "P. écartelé : au 1er d’argent à la fasce de gueules au chef enmanché de 4 pièces de sable; au 2e d’or à la fleur de lys de sable, qui est du FRESNOY; au 3e d’or au sautoir de sable qui est de MARTIN ; au 4e de gueules à l’arbre d’or, clos de même qui est du CLOS."
Devise: "Rosa praebet honores".

### Branche du Clos de La Place
Les armes de la branche du Clos de La Place portent de gueules à 5 étoiles d'argent (3 et 2), au chef du second chargé d'un lion issant de sable lampassé du premier. Ce blason est brisé d'une croisette d'or au canton dextre du chef.

## Titres

### Branche du Clos de Bonne
Seigneurs, puis comtes de Bonne, Barons de Lambert, seigneurs de Lorzier, du Fresnoy, Esery, Blansy, de la Batie Dardel, co-seigneurs de Saint Alban, Vourey, Cholex et la Martinière (près d’Ambilly, bailliage de Ternier), de la Colliette, dits du Fresnoy et de Bellecombe.

### Branche du Clos de La Place
Seigneurs de Saint-Maurice, de Mons, de La Martinière en Bugey, de Rumilly sous Cornillon, de Marlioz, de La Place, d'Hauteville en Faucigny et Genevois.

## Personnalités
- Jean II du Clos de Bonne, secrétaire ducal et maître de la Chambre des comptes de Genevois, en 1469[3],[4],[5].
- François du Clos de Bonne, commandant du Fort de Bonne en 1616, colonel du Haut et du Bas Faucigny[6].

- Antoine du Clos de Bonne, chanoine de Saint-Pierre de Genève, curé de Veigy (1657)[3].

- Charles du Clos, conseiller d'État et sénateur Souverain Sénat de Savoie (1650), par lettres patentes du 21 août 1681[3],[7].
  - François-Hyacinthe du Clos de Bonne, fils de Charles, sénateur Souverain Sénat de Savoie (1681), président du Souverain Sénat de Savoie le 20 mars 1737[3],[4],[7].
    - Rodolphe-Hyacinthe du Clos, aumônier du roi et abbé de Talloires[4].

- Joseph-Alexis du Clos de Bonne (1703-v.1750),  capitaine, puis colonel dans les armées du duc Amédée II de Savoie. Le 16 novembre 1734, il reçoit les éloges du Prince Eugène, pour la bravoure et le dévouement qu'il avait déployés sous son commandement[3].

- Gabriel du Clos de Bonne (né en 1712), brigadier dans les armées du roi, chevalier de l'Ordre des Saints-Maurice-et-Lazare, commandant de la Place d'Annecy en 1786[3].

- Jean du Clos de La Place, commandant des milices de Cluses et du Haut-Faucigny le 27 mai 1697 [8].

## Alliances
Les principales alliances de la famille du Clos sont: d'Allinges, d'Arenthon d'Alex, de Baudry, de Bellegarde, Bergoën, de Bertrand de La Pérouse, de Boège, de Bray, de Carpinel, du Châtelard, de Chevelu, de Chignin, de Chissé, de Cordon, du Coudray, Favier du Noyer de Lescheraine, de Grenaud, de Gribaldy, de Grolée, de La Balme, de La Ravoire, de Machard de Chillaz, Milliet d'Arvillars, de Montluel, de Mouxy de Loche, d'Orlié, Pacthod, de Riddes, de Quinerit, Rambert de Châtillon, de Rochette, Roget de Fesson, de Seyssel, de Thiollaz, Trolliet (sgr du Villard), de Vignod.